# Simon Rager
Simon Rager (* 2000 in Regensburg) ist ein deutscher Organist und Kirchenmusiker.

## Werdegang
Simon Rager stammt aus Alteglofsheim im Landkreis Regensburg. Bereits als Vierjähriger spielte er Akkordeon. Von 2007 bis 2011 besuchte er die Grundschule der Regensburger Domspatzen und erlernte das Klavierspiel ab dem Alter von sechs Jahren. Seinen ersten Orgelunterricht erhielt er bei der 
Alteglofsheimer Organistin Beate Nusser. 2011 wurde er in das Musikgymnasium der Domspatzen aufgenommen und bekam dort ab 2013 Orgelunterricht von Clemens Deget. Ab 2014 war Franz Josef Stoiber sein Orgellehrer.
2016 begann Rager ein Jungstudium an der Hochschule für katholische Kirchenmusik und Musikpädagogik Regensburg. Nach dem Abitur 2019 studierte er dort Konzertfach Orgel und ab 2020 auch Kirchenmusik. 2022 erhielt er zusätzlich Improvisationsunterricht von Wolfgang Seifen. Seit dem Wintersemester 2024/25 studiert Simon Rager an der vorgenannten Hochschule die Fächer Master Kirchenmusik und Instrumentalpädagogik Orgel.
Meisterkurse besuchte er u. a. bei Thierry Escaich, Loïc Maillé, Hans-Ola Ericsson, Karol Mossakowski, Peter Planyavsky, David Cassan, Johannes Ebenbauer und Stefan Schmidt.
Simon Rager ist seit dem Jahr 2023 Assistent des Domkapellmeisters und Kirchenmusiker am Freisinger Dom und unterrichtet seit 2020 als Klavierlehrer bei den Regensburger Domspatzen.

## Konzerttätigkeit
Simon Rager konzertierte bereits im In- und Ausland, so beispielsweise in der Schulkirche Amberg, im Regensburger Dom, der Christuskirche Sulzbach, in St. Gertrud Dingelstädt, im Merseburger Dom, im Eichstätter Dom, im Altenberger Dom, in St. Wenzel Naumburg, St. Jakob Straubing, der Lutherkirche Lägerdorf, in Budavar (Budapest) und im Freisinger Dom. Außerdem wirkt er als Begleiter der Regensburger Domspatzen an Klavier und Orgel auf Konzertreisen.

## Preise und Auszeichnungen
- 2015: Bundespreis Jugend musiziert im Fach Orgel Solo
- 2017: Sonderpreis in der bundesweiten Jugend-musiziert-Ausschreibung „WESPE“ (Wochenenden der Sonderpreise) im Fach Orgelimprovisation[3]
- 2018: Bundespreis Jugend musiziert im Fach Orgel Solo
- 2022: 2. Preis beim Orgelimprovisationswettbewerb in der  Trinitatiskirche Köln[10]
- 2023: 2. Preis beim Internationalen Wettbewerb für Orgelimprovisation des Festivals Europäische Kirchenmusik Schwäbisch Gmünd[11]
- 2025: 1. Preis beim Internationalen Orgelimprovisationswettbewerb der HMT Leipzig[12]